# Арк (Од)
Арк (фр. Arques) — коммуна во Франции, находится в регионе Лангедок — Руссильон. Департамент коммуны — Од. Входит в состав кантона Куиза. Округ коммуны — Лиму.
Код INSEE коммуны — 11015.

## Население
Население коммуны на 2008 год составляло 268 человек.
| 1962 | 1968 | 1975 | 1982 | 1990 | 1999 | 2008 |
| ---- | ---- | ---- | ---- | ---- | ---- | ---- |
| 185  | 210  | 190  | 201  | 210  | 199  | 268  |

## Экономика
В 2007 году среди 158 человек в трудоспособном возрасте (15—64 лет) 101 были экономически активными, 57 — неактивными (показатель активности — 63,9 %, в 1999 году было 60,3 %). Из 101 активного работали 81 человек (39 мужчин и 42 женщины), безработных было 20 (13 мужчин и 7 женщин). Среди 57 неактивных 13 человек были учениками или студентами, 23 — пенсионерами, 21 были неактивными по другим причинам.